# Denise Treffler
Denise Treffler (geboren 6. Januar 1982 in Landsberg am Lech, Deutschland) ist eine deutsche Stuntfrau und Schauspielerin.

## Karriere
Denise Treffler begann mit 16 Jahren eine Ausbildung zur Steuerfachangestellten. Nach dem Abschluss der Ausbildung übernahm sie zunächst die Systemadministration der Kanzlei und studierte ab 2005 Informatik. Sie arbeitete anschließend im Consulting-Bereich sowohl in Deutschland als auch in der Schweiz. 2016 interessierte sie sich dafür, als Stuntfrau zu arbeiten und erprobte das zunächst nebenberuflich. Treffler doubelte unter anderem Alexandra Maria Lara, Anna Loos, Jessica Schwarz, Mirja Boes und Hannah Herzsprung. Sowohl im Fernsehen als auch im Kino war sie als Stuntfrau, Stunt-Double und Schauspielerin tätig. Daneben wirkte sie auch in Opernproduktionen als Medea in der Staatsoper Berlin, in Otello an der Bayerischen Staatsoper sowie beim Kaltenberger Ritterturnier mit.

## Filmografie (Auswahl)
- 2018: Rote Rosen (TV-Serie, 1 Folge)[7]
- 2018: Leberkäsjunkie (Kinofilm)
- 2019: Die Chefin (TV-Serie)
- 2019: Biohackers (Netflix-Serie)
- 2019: Der Boandlkramer und die ewige Liebe (Kinofilm)
- 2019: Wir sind die Welle (TV-Serie, Netflix)[8][9]
- 2019: Kaiserschmarrndrama (Kinofilm)
- 2019: Der Staatsanwalt (TV-Serie, 3 Folgen)
- 2019: Die Bergretter (TV-Serie, 2 Folgen)
- 2020: A Perfect Enemy (Kinofilm)
- 2020: Notruf Hafenkante (TV-Serie, 1 Folge)
- 2020: Beckenrand Sheriff (Kinofilm)
- 2021: Der Räuber Hotzenplotz (Kinofilm)
- 2021: Munich Games
- 2022: Friedliche Weihnachten (Amazon Miniserie)